# Édgar Ramírez (zapaśnik)
Édgar Ramírez – gwatemalski zapaśnik walczący w stylu wolnym. Zajął piąte i szóste miejsce na igrzyskach panamerykańskich w 1999. Srebrny medalista igrzysk Ameryki Środkowej i Karaibów w 2002 roku.